# Erislandy Lara
Erislandy Lara Santoya (Guantánamo, Guantánamo, 11 de abril de 1983) es un boxeador cubano. Es el actual campeón mundial de la Asociación Mundial de Boxeo (WBA) en la categoría de peso superwelter.

## Etapa amateur
Después de perder ante Lorenzo Aragón en 2003 y 2004, Lara obtuvo el título nacional en 2005, cuando se impuso a Yudel Jhonson.
Ese mismo año en julio participó en la Copa Mundial en Moscú, Rusia, donde conquistó la medalla de plata al caer en la final ante el ruso Andrey Balanov.
Unas semanas más tarde, en noviembre, Lara obtuvo la medalla dorada en el Campeonato Mundial, en Myangyang, China. Allí se impuso en seis combates, el último ante el bielorruso Magomed Nurudinov (24-9).

## Deserción de Cuba
Antes de los Juegos Panamericanos, efectuados en Brasil en 2007, Lara abandonó la delegación cubana junto al también zurdo y doble monarca mundial,
Guillermo Rigondeaux.
En 2008, Lara intentó una segunda deserción, esta vez en una lancha a México.  Lara tuvo éxito y se dirigió a Hamburgo, Alemania, donde se unió a los ex campeones olímpicos Odlanier Solis, Yan Bartelemí y Yuriorkis Gamboa en el establo Arena Box-Promotion.

## Etapa profesional
El 4 de julio de 2008 Lara obtuvo su primer triunfo en las filas rentadas, al doblegar por puntos en cuatro asaltos a Ivan Maslov, en Ankara, Turquía. En lo adelante archivó una seguidilla de 16 victorias, hasta que igualó con el mexicano Carlos "King" Molina, el 25 de marzo de 2011, en Las Vegas, donde el zurdo caribeño no tuvo su mejor desenvolvimiento. Dos jueces dieron empate a 95 y el otro se inclinó por Molina 97-93
Tres meses después, Lara enfrentó al ex campeón mundial estadounidense Paul Williams, en Atlantic City, donde a pesar de ganar con claridad, su oponente fue premiado con una victoria mayoritaria. Los jueces Don Givens (116-114) y Hilton Whitaker (115-114) se inclinaron por el norteño, en tanto Al Bennett dio empate a 114.
La indiscutible superioridad que mostró Lara y el escándalo del resultado, obligó a una revisión del combate, que propició la suspensión de los tres jueces, aunque el fallo se mantuvo invariable y marcó el primer y único traspié del cubano en su carrera hasta esa fecha.
Transcurridos nueve meses desde la bochornosa decisión, Lara regresó al cuadrilátero con una impresionante victoria por nocaut en el primer asalto frente al estadounidense Ronald Hearns en el Beau Rivage Resort y Casino, de Biloxi, Misisipi. El pleito entre Lara y Hearns, efectuado el 20 de abril de 2012, era eliminatorio semifinal en la división superwelter, correspondiente al Consejo Mundial (CMB).
A continuación, el astro cubano se impuso por unanimidad a Freddy Hernández, el 30 de junio de ese mismo año en Indio, California. Pero después Lara solo pudo empatar con Vanez Martirosyan, el 10 de noviembre, en un combate eliminatorio por la corona de las 154.
Un cabezazo accidental del cubano a Martirosyan en el noveno asalto provocó una herida que obligó a suspender el pleito. Los tres oficiales mostraron tarjetas opuestas al momento de detenerse las acciones. Uno se inclinó por Lara, el otro por Martirosyan y el tercero concedió empate.
Con posterioridad, Lara superó por nocaut técnico en el décimo asalto al mexicano Alfredo "El Perro" Angulo, el 8 de junio de 2013, en el Home Depot Center, de Carson, California, donde disputaron el cetro interino superwelter de la Asociación Mundial (AMB). El "Sueño Americano" Lara fue a la lona en el cuarto y el noveno, pero Angulo abandonó el pleito en el décimo con los ojos cerrados y el rostro totalmente inflamado.
Después Lara tuvo una excelente demostración ante el estadounidense Austin "No Doubt" Trout, el 7 de diciembre de 2013, en el Barclays Center, de Brooklyn, Nueva York, que le permitió retener el cinturón interino de la AMB.
Lara es representado por Al Haymon y Luis Decubas Jr.
En marzo de 2014 el cubano siendo campeón interino superwelter de la Asociación Mundial de Boxeo (AMB) pasó a ser ascendido a campeón mundial regular en esta misma categoría.
El 12 de julio de 2014 pelea ante el mexicano Saúl Álvarez en el MGM Grand Garden Arena una pelea sin título en juego en un peso acordado de 155 libras, una pelea polémica en la cual el mexicano se impone en las tarjetas por decisión dividida, los jueces anotan 115-113 para Lara y 115-113 y 117-111 para Saúl Álvarez.
El 12 de diciembre de 2014 Lara defiende su título superwelter de la AMB ante el norteamericano Ishie Smith en el Alamodome de San Antonio, Texas, anotándose un triunfo por decisión unámine.
El 13 de junio de 2015 Lara retuvo su cinturón de campeón mundial del peso mediano júnior de la AMB tras imponerse por una contundente decisión unánime al dominicano Delvin Rodríguez en el combate principal de la cartelera celebrada en el pabellón UIC Pavilion de Chicago.
El 25 de noviembre de 2015, Lara derrotó por KOT al esloveno Jan Zaveck en Florida (USA).
El boxeador cubano retuvo su cinturón mundial de la WBA del peso superwélter tras vencer al estadounidense Vanes Martirosyan en el Cosmopolitan de Las Vegas (USA). La victoria fue a los puntos por decisión unánime. El cubano se tomó la revancha del combate nulo cosechado ante el mismo rival, en el año 2012.

## Récord profesional
| 30 Ganadas (18 KOs), 3 Derrotas y 3 Empates |        |                   |      |               |            |                                                       |                                                                      |
| Res.                                        | Récord | Oponente          | Tipo | Rd., Tiempo   | Datos      | Localidad                                             | Notas                                                                |
| G                                           | 30-3-3 | Michael Zerafa    | KO   | 2 (12), 2:59  | 2024-03-30 | T-Mobile Arena, Las Vegas                             | Retiene el título WBA (Regular) Mediano.                             |
| G                                           | 29-3-3 | Gary O'Sullivan   | TKO  | 8 (12), 0:23  | 2022-05-28 | Barclays Center, Brooklyn                             | Retiene el título WBA (Regular) Mediano.                             |
| G                                           | 28-3-3 | Thomas LaManna    | KO   | 1 (12), 1:20  | 2021-05-01 | Dignity Health Sports Park, Carson, California        | Gana el título vacante WBA (Regular) Mediano.                        |
| G                                           | 27-3-3 | Greg Vendetti     | UD   | 12            | 2020-08-29 | Microsoft Theater, Los Ángeles                        | Retiene el título WBA (Regular). Gana el título IBO Superwelter.     |
| G                                           | 26-3-3 | Ramón Álvarez     | TKO  | 2 (12), 2:03  | 2019-08-31 | Minneapolis Armory, Minneapolis                       | Gana el título vacante WBA (Regular) Superwelter.                    |
| E                                           | 25-3-3 | Brian Castaño     | SD   | 12            | 2019-03-02 | Barclays Center, Nueva York                           | Por el título WBA (Regular) Superwelter.                             |
| D                                           | 25-3-2 | Jarrett Hurd      | SD   | 12            | 2018-04-07 | The Joint, Paradise, Nevada                           | Perdió los títulos WBA (Super) y IBO. Por el título IBF Superwelter. |
| G                                           | 25-2-2 | Terrell Gausha    | UD   | 12            | 2017-10-14 | Barclays Center, Nueva York                           | Retiene los títulos WBA (Super) y IBO Superwelter.                   |
| G                                           | 24-2-2 | Yuri Foreman      | KO   | 4 (12), 1:47  | 2017-01-13 | Race Track, Hialeah, Florida                          | Retiene los títulos WBA (Super) y IBO Superwelter.                   |
| G                                           | 23-2-2 | Vanes Martirosyan | UD   | 12            | 2016-05-21 | The Cosmopolitan, Las Vegas, Nevada                   | Retiene los títulos WBA (Regular) y IBO Superwelter.                 |
| G                                           | 22-2-2 | Jan Zaveck        | TKO  | 3 (12), 0:41  | 2015-11-25 | University Center Arena, Fort Lauderdale, Florida     | Retiene los títulos WBA (Regular) y IBO Superwelter.                 |
| G                                           | 21-2-2 | Delvin Rodríguez  | UD   | 12            | 2015-06-13 | UIC Pavilion, Chicago, Illinois                       | Retiene el título WBA (Regular). Gana el título IBO Superwelter.     |
| G                                           | 20-2-2 | Ishe Smith        | UD   | 12            | 2014-12-12 | Illusions Theater, San Antonio, Texas                 | Retiene el título WBA (Regular) Superwelter.                         |
| D                                           | 19–2–2 | Saúl Álvarez      | SD   | 12            | 2014-07-12 | MGM Grand Hotel & Casino, Las Vegas, Nevada           |                                                                      |
| G                                           | 19–1–2 | Austin Trout      | UD   | 12            | 2013-12-07 | Barclays Center, Brooklyn, New York                   | Retiene el título interino WBA Superwelter.                          |
| G                                           | 18–1–2 | Alfredo Angulo    | TKO  | 10 (12), 1:11 | 2013-06-08 | Home Depot Center, Carson, California                 | Gana el título interino WBA Superwelter.                             |
| E                                           | 17–1–2 | Vanes Martirosyan | DT   | 9 (12), 0:26  | 2012-11-10 | Wynn Resort, Las Vegas, Nevada                        | Eliminatoria título CMB Superwelter.                                 |
| G                                           | 17–1–1 | Freddy Hernández  | UD   | 10 (10)       | 2012-06-30 | Fantasy Springs Resort Casino, Indio, California      |                                                                      |
| G                                           | 16–1–1 | Ronald Hearns     | TKO  | 1 (10), 1:34  | 2012-04-20 | Beau Rivage, Biloxi, Misisipi                         |                                                                      |
| D                                           | 15–1–1 | Paul Williams     | DM   | 12            | 2011-07-09 | Boardwalk Hall, Atlantic City, Nueva Jersey           | Eliminatoria título CMB Superwelter.                                 |
| E                                           | 15–0–1 | Carlos Molina     | DM   | 10            | 2011-03-25 | Cosmopolitan of Las Vegas, Las Vegas, Nevada          |                                                                      |
| G                                           | 15–0   | Delray Raines     | KO   | 1 (10), 2:59  | 2011-01-14 | Fantasy Springs Resort Casino, Indio, California      |                                                                      |
| G                                           | 14–0   | Tim Connors       | TKO  | 1 (10), 1:38  | 2010-11-27 | MGM Grand Garden Arena, Las Vegas, Nevada             | Gana el título vacante WBA Fedelatino superwelter .                  |
| G                                           | 13–0   | Willie Lee        | TKO  | 1 (10), 1:48  | 2010-08-18 | Monroe Civic Center, Monroe, Luisiana                 |                                                                      |
| G                                           | 12–0   | William Correa    | TKO  | 1 (10), 2:34  | 2010-07-09 | Softball Country Arena, Denver, Colorado              |                                                                      |
| G                                           | 11–0   | Danny Pérez       | UD   | 10            | 2010-04-02 | Hard Rock Hotel and Casino, Las Vegas, Nevada         |                                                                      |
| G                                           | 10–0   | Grady Brewer      | TKO  | 10 (10), 2:44 | 2010-01-29 | Hard Rock Hotel and Casino, Las Vegas, Nevada         |                                                                      |
| G                                           | 9–0    | Luciano Pérez     | UD   | 10            | 2009-12-12 | UIC Pavilion, Chicago, Illinois                       |                                                                      |
| G                                           | 8–0    | José Varela       | KO   | 1 (8), 2:12   | 2009-09-19 | MGM Grand Garden Arena, Las Vegas, Nevada             |                                                                      |
| G                                           | 7–0    | Darnell Boone     | UD   | 6             | 2009-07-17 | Planet Hollywood Resort and Casino, Las Vegas, Nevada |                                                                      |
| G                                           | 6–0    | Edwin Vázquez     | TKO  | 4 (8), 1:13   | 2009-05-22 | Fontainebleau Hotel, Miami, Florida                   |                                                                      |
| G                                           | 5–0    | Chris Gray        | UD   | 4             | 2009-05-02 | MGM Grand Garden Arena, Las Vegas, Nevada             |                                                                      |
| G                                           | 4–0    | Keith Gross       | KO   | 1 (4), 1:09   | 2009-02-20 | University Center Arena, Fort Lauderdale, Florida     |                                                                      |
| G                                           | 3–0    | Rodrigo Aguiar    | TKO  | 1 (4), 2:59   | 2009-01-09 | Buffalo Bill's, Primm, Nevada                         |                                                                      |
| G                                           | 2–0    | Deniss Aleksejevs | TKO  | 1 (4), 2:19   | 2008-09-12 | Kugelbake Halle, Cuxhaven, Niedersachsen              |                                                                      |
| G                                           | 1–0    | Iván Maslov       | PTS  | 4             | 2008-07-04 | Bueyuek Anadolu Hotel, Ankara                         | Debut profesional de Lara.                                           |

## Títulos
- Campeón mundial de peso superwélter WBA (2)
- Campeón mundial de peso superwélter IBO (2)
- Campeón mundial de peso mediano WBA